# 2014년 10월
| 2014년: 1월 · 2월 · 3월 · 4월 · 5월 · 6월 · 7월 · 8월 · 9월 · 10월 · 11월 · 12월 |

| <          | 2014년 10월 | 2014년 10월 | 2014년 10월 | 2014년 10월 | 2014년 10월   | >          |
| 일         | 월          | 화          | 수          | 목          | 금            | 토         |
|            |             |             | 1 9.8 을사  | 2 9 병오    | 3 10 정미     | 4 11 무신  |
| 5 12 기유  | 6 13 경술   | 7 14 신해   | 8 15 임자   | 9 16 계축   | 10 17 갑인    | 11 18 을묘 |
| 12 19 병진 | 13 20 정사  | 14 21 무오  | 15 22 기미  | 16 23 경신  | 17 24 신유    | 18 25 임술 |
| 19 26 계해 | 20 27 갑자  | 21 28 을축  | 22 29 병인  | 23 30 정묘  | 24 윤9.1 무진 | 25 2 기사  |
| 26 3 경오  | 27 4 신미   | 28 5 임신   | 29 6 계유   | 30 7 갑술   | 31 8 을해     |            |

| - 10월 27일 - 신해철 - 10월 4일 - 라트비아 총선 - 10월 5일 - 브라질 대선 1차전과 총선 - 10월 5일 - 불가리아 총선 - 10월 9일 - 레바논 대선 13차전 - 10월 10일~11일 - 체코 상원 선거 1차전 - 10월 12일 - 볼리비아 총선 - 10월 12일 - 보스니아 헤르체고비나 총선 - 10월 12일 - 상투메 프린시페 총선 - 10월 15일 - 모잠비크 총선 - 10월 17일~18일 - 체코 상원 선거 2차전 - 10월 24일 - 보츠와나 총선 - 10월 26일 - 튀니지 총선 - 10월 26일 - 우크라이나 총선 - 10월 26일 - 브라질 대선 2차전 - 10월 26일 - 우루과이 총선 - 10월 29일 - 레바논 대선 14차전 편집하기 |

## 2014년 10월 31일(금요일)
교육
- 교육부가 지난해 실시된 2014 대수능 세계지리 8번 문항에 대해 오류를 인정하고, 피해 학생들을 전원 구제한다고 밝혔다.
- 서울 지역 자율형사립고 중 경희고, 세화고 등 6개교가 지정해제되어 2016학년도부터 일반고로 전환된다고 서울시교육청 측이 밝혔다.

국제
- 중국 국경을 넘어 제3국으로 가려던 탈북자 11명이 31일 오전 윈난성 쿤밍에서 모두 체포된 것으로 알려졌다.
- 2014년 부르키나파소 봉기가 성공하여 대통령 블레즈 콩파오레의 27년 독재가 끝나게 되었다.

스포츠
- 넥센 히어로즈가 LG트윈스를 꺾고 창단이후 처음으로 한국시리즈에 진출하였다.

## 2014년 10월 30일 (목요일)
사회
- 윤일병 사망 사건에 대해 3군사령부 보통군사법원은 핵심가해자들에게 징역 45년, 30년, 25년 등을 각각 선고하였고, 가해병사 측 및 군 검찰은 항소의사를 밝혔다.

## 2014년 10월 29일 (수요일)
사회
- 세월호 침몰 사고의 한 실종자의 시신이 수습되면서 확인된 사망자가 295명으로 늘었다.

## 2014년 10월 27일 (월요일)
정치
- 새누리당이 공무원연금 개혁 방안을 발표하였다.

연예
- 가수 신해철이 6일간의 투병 끝에 사망하였다.

## 2014년 10월 24일 (금요일)
사회
- 대한민국과 미국이 전시작전권 한국군 이양 시기를 연기하는데에 합의하였다.
- 군 검찰이 윤일병 사망 사건의 주범인 이병장에게 사형을 구형하였다.[1]

보건
- 2014년 서아프리카 에볼라 유행의 감염자가 10,000명을 돌파했다.

## 2014년 10월 23일 (목요일)
사회
- 에볼라 바이러스 감염 의심 환자를 치료하던 국립 간호사 4명이 심리적 공포로 인해 집단 사퇴했다.

## 2014년 10월 22일 (수요일)
사건사고
- 캐나다 오타와 국회의사당 등 3곳에서 무장괴한이 총기를 난사하는 사건이 발생했다.

## 2014년 10월 20일 (월요일)
사건사고
- 서울특별시 종로구 동대문종합시장 건너편 원단상가에서 화재가 발생하였다. 인명피해는 없었지만 많은 재산피해가 발생했다.

## 2014년 10월 17일 (금요일)
사회
- 경기도 성남시 분당구 판교테크노밸리에서 야외 공연장 인근 주차장 환기구 덮개가 붕괴되는 사고로 16명이 사망하고 11명이 부상당했다.

## 2014년 10월 11일 (토요일)
범죄
- 필리핀 올롱가포에서 제니퍼 라우드 살해 사건이 발생했다.

## 2014년 10월 10일 (금요일)
사건사고
- 조선 민주주의 인민 공화국이 탈북자 단체의 대북 전단 살포에 반발하여 대북 전단을 향해 포격을 가했다. 양측의 피해는 없는 것으로 확인됐다.

## 2014년 10월 4일 (토요일)
정치
- 황병서 조선민주주의인민공화국의 조선인민군 총정치국장이 최룡해 당 비서와 김양건 대남담당 비서 등을 대동하고 2014년 인천 아시안 게임 폐막식 참석을 위해 대한민국을 전격 방문하여, 류길재 통일부 장관 및 김관진 국가안보실장 등과 면담을 했다.

## 2014년 10월 1일 (수요일)
사건사고
- 불가리아 비딘 주의 고르니롬에서 탄약 공장 폭발 사고가 발생해 15명이 사망했다.